# 柳亭燕雀
柳亭 燕雀（りゅうてい えんじゃく）は、落語家の名跡。
- 談洲楼燕雀 - 後∶四代目三升家勝次郎
- 柳亭燕雀 - 後∶三代目月の家圓鏡
- 柳亭燕雀 - 後∶三代目春風亭柳好
- 春風亭燕雀 - 三代目春風亭柳好門下で「好燕」から燕雀を名乗るが視力を失い29歳で引退。得意ネタは｢羽織の遊び｣で「羽織の燕雀」と称された。日本テレビにて「羽織」としてドラマ化され、小沢昭一が燕雀役を演じた。